# Fluoraceton
Fluoraceton (auch Monofluoraceton genannt) ist ein fluoriertes Derivat des Acetons mit der Summenformel C3H5FO.

## Darstellung
Fluoraceton kann durch Reaktion von Triethylamintris-hydrofluorid mit Bromaceton gewonnen werden.

## Eigenschaften
Fluoraceton ist bei Raumtemperatur eine farblos-klare bis blassgelbe Flüssigkeit. Sie besitzt einen Brechungsindex von 1,37 bei 20 °C und geht ab 75 °C in den gasförmigen Zustand über. Fluoraceton ist leicht entzündlich, es besitzt einen Flammpunkt von 7 °C. Oberhalb des Flammpunktes können die Dämpfe von Fluoraceton mit Luft ein explosionsfähiges Gemisch bilden.
Bei Berühren, Verschlucken und Einatmen von Fluoraceton besteht Lebensgefahr.

## Verwendung
Fluoraceton wird oder wurde im Gegensatz zu den anderen halogenierter Acetonderivaten  Chloraceton, Bromaceton und Iodaceton nicht als Augenkampfstoff verwendet. Es ist ein Ausgangsstoff für die Herstellung von höheren Fluorketonen.